# Unité urbaine de Saint-Étienne-des-Oullières
L'unité urbaine de Saint-Étienne-des-Oullières est une unité urbaine française centrée sur les communes de Blacé, Le Perréon et Saint-Étienne-des-Oullières, dans le département du Rhône en région Auvergne-Rhône-Alpes.

## Données générales
Dans le zonage réalisé par l'Insee en 2010, l'unité urbaine était composée de six communes.
Dans le nouveau zonage réalisé en 2020, elle est composée de sept communes, celle de Saint-Étienne-la-Varenne ayant été ajoutée au périmètre.
En 2022, avec 9 085 habitants, elle représente la 6e unité urbaine de la circonscription départementale du Rhône.
En 2020, sa densité de population s'élève à 125 hab/km2. Par sa superficie, elle représente 2,19 % de la circonscription départementale du Rhône et elle en regroupe 0,47 % de la population.

## Composition 2020 de l'unité urbaine
Elle est composée des sept communes suivantes :
| Nom                               | Code Insee | Département | Statut       | Superficie (km2) | Population (dernière pop. légale) | Densité (hab./km2) | Modifier                                    |
| --------------------------------- | ---------- | ----------- | ------------ | ---------------- | --------------------------------- | ------------------ | ------------------------------------------- |
| Blacé                             | 69023      | Rhône       | ville-centre | 11,00            | 1 692 (2022)                      | 154                | modifier les données · modifier les données |
| Le Perréon                        | 69151      | Rhône       | ville-centre | 14,58            | 1 496 (2022)                      | 103                | modifier les données · modifier les données |
| Saint-Étienne-des-Oullières       | 69197      | Rhône       | ville-centre | 9,66             | 2 236 (2022)                      | 231                | modifier les données · modifier les données |
| Salles-Arbuissonnas-en-Beaujolais | 69172      | Rhône       | banlieue     | 4,35             | 789 (2022)                        | 181                | modifier les données · modifier les données |
| Saint-Étienne-la-Varenne          | 69198      | Rhône       | banlieue     | 6,96             | 783 (2022)                        | 113                | modifier les données · modifier les données |
| Saint-Julien                      | 69215      | Rhône       | banlieue     | 6,89             | 936 (2022)                        | 136                | modifier les données · modifier les données |
| Vaux-en-Beaujolais                | 69257      | Rhône       | banlieue     | 17,74            | 1 153 (2022)                      | 65                 | modifier les données · modifier les données |

## Évolution démographique
| 1968  | 1975  | 1982  | 1990  | 1999  | 2008  | 2013  | 2020  |
| ----- | ----- | ----- | ----- | ----- | ----- | ----- | ----- |
| 5 066 | 4 947 | 5 255 | 5 696 | 6 515 | 7 819 | 8 396 | 8 885 |

#### Données générales
- Unité urbaine
- Aire d'attraction d'une ville
- Aire urbaine (France)
- Liste des unités urbaines de France

#### Données démographiques en rapport avec l'unité urbaine de Saint-Étienne-des-Oullières
- Arrondissement de Villefranche-sur-Saône

#### Données démographiques en rapport avec le Rhône (circonscription départementale)
- Démographie du Rhône (circonscription départementale)